# Harold Solomon
Harold Solomon (* 17. September 1952 in Washington, D.C.) ist ein ehemaliger US-amerikanischer Tennisspieler.

## Karriere
Solomon besuchte nach seinem Schulabschluss die Rice University, wo er Politik studierte. In dieser Zeit trat er sportlich im Tennisteam seiner Universität an.
Nach seinem Studienabschluss trat er ab 1972 als Tennisprofi an. In diesem Jahr konnte er bereits in Brüssel das Halbfinale und bei den French Open das Viertelfinale erreichen. Zwei Jahre später spielte er sich bis ins Halbfinale der French Open. Zudem gelang ihm bei seinem ersten Finaleinzug in Washington direkt der erste Turniersieg, indem er den Argentinier Guillermo Vilas in drei Sätzen bezwang.
In den Jahren 1975 und 1976 gelang es ihm, vier bzw. fünf Einzelturniere auf englischsprachigem Boden für sich zu entscheiden. Mit dem Erreichen des Finales der French Open gelang ihm sein bestes Abschneiden bei einem Grand-Slam-Turnier. 1977 konnte er sich für die WCT Finals qualifizieren. Er spielte sich bis ins Finale, wo er gegen den Australier Ken Rosewall den Titel gewinnen konnte.
Bis 1980 gelang es ihm, in jedem Jahr mindestens bei zwei Einzelturniere siegreich zu sein. 1980 konnte er nochmals vier Titel gewinnen, unter anderem in Hamburg. Nach 1980 gewann er kein Turnier mehr, obwohl er bis 1986 bei Turnieren antrat. Während seiner Karriere feierte er 22 Turniersiege im Einzel.
Seine höchste Weltranglistenposition war Platz 5 im Jahr 1980. Zwischen 1974 und 1980 war er sieben Jahre in Folge unter den besten 20 Spielern der Weltrangliste positioniert.
Im Doppel tat er sich für mehrere Jahre mit seinem Landsmann Eddie Dibbs zusammen. Sie konnten 1976 zum ersten und einzigen Mal ein Doppelturnier in Washington gewinnen. Im Jahr 1976 erreichten sie Platz 4 der Doppelweltrangliste. Sie konnten sich von 1974 bis 1976 in den Top 10 halten.
Zwischen 1972 und 1978 wurde Solomon achtmal für die Davis-Cup-Mannschaft der Vereinigten Staaten nominiert und spielte bei sieben Begegnungen. Dabei bestritt er insgesamt 13 Matches, von denen er neun gewinnen konnte.
Seine für den Tennissport geringe Körpergröße beeinflusste seine Spielweise. Weder Asse noch eine starke Vorhand gehörten zu seinem Repertoire, stattdessen wurde sein Spiel vom Grundlinienspiel und weiten Schlägen bestimmt. Durch eine hohe Quote an Rückschlägen zermürbte er viele Gegner. Er wurde unter anderem von Jimmy Evert, dem Vater der Tennisspielerin Chris Evert, trainiert.

### Nach der aktiven Profilaufbahn
Zwischen 1980 und 1982 war Solomon Präsident der Association of Tennis Professionals (ATP).
Nach seiner Laufbahn als Spieler wurde Solomon Tennistrainer und trainierte für fünf Jahre Mary Joe Fernández. Zu seinen weiteren Schützlingen gehörten unter anderem Justin Gimelstob, Monica Seles, Mirjana Lučić, Daniela Hantuchová, Anna Kurnikowa und Jennifer Capriati.
Er betrieb ab 2005 mit einem Geschäftspartner in Fort Lauderdale eine eigene Tennis Academy, das Harold Solomon Tennis Institute, die nach dem Zusammenschluss mit einer anderen Academy als Florida Tennis SBT Tennis Academy weitergeführt wurde.
Im Jahr 2004 wurde er in die International Jewish Sports Hall of Fame aufgenommen. Es folgte 2013 die Aufnahme in die Intercollegiate Tennis Association Hall of Fame.

## Persönliches
Solomon lebt mit seiner Frau in Fort Lauderdale. Sie haben zwei gemeinsame Kinder, eine Tochter und einen Sohn.

## Erfolge
| Legende                    |
| Grand Slam                 |
| Saisonendveranstaltung (1) |
| ATP Masters Series (3)     |
| Grand Prix (19)            |

| Open-Era-Titel nach Belag |
| Hartplatz (7)             |
| Sand (9)                  |
| Rasen                     |
| Teppich (7)               |

### Einzel

#### Turniersiege
| Nr. | Datum              | Turnier                     | Belag         | Finalgegner        | Ergebnis                |
| --- | ------------------ | --------------------------- | ------------- | ------------------ | ----------------------- |
| 1.  | 28. Juli 1974      | Washington                  | Sand          | Guillermo Vilas    | 1:6, 6:3, 6:4           |
| 2.  | 16. Februar 1975   | Toronto                     | Teppich (i)   | Stan Smith         | 6:4, 6:1                |
| 3.  | 23. März 1975      | Memphis                     | Teppich (i)   | Jiří Hřebec        | 2:6, 6:1, 6:4           |
| 4.  | 26. Oktober 1975   | Perth                       | Teppich (i)   | Sandy Mayer        | 6:2, 7:6, 7:5           |
| 5.  | 25. November 1975  | Johannesburg (1)            | Hartplatz     | Brian Gottfried    | 6:2, 6:4, 5:7, 6:1      |
| 6.  | 21. März 1976      | Washington                  | Teppich (i)   | Onny Parun         | 6:3, 6:1                |
| 7.  | 11. April 1976     | Houston                     | Sand          | Ken Rosewall       | 6:4, 1:6, 6:1           |
| 8.  | 2. August 1976     | Louisville (1)              | Sand          | Wojciech Fibak     | 6:2, 7:5                |
| 9.  | 10. Oktober 1976   | Maui                        | Sand          | Bob Lutz           | 6:3, 5:7, 7:5           |
| 10. | 29. November 1976  | Johannesburg (2)            | Hartplatz     | Brian Gottfried    | 6:2, 6:7, 6:3, 6:4      |
| 11. | 12. Juni 1977      | Brüssel                     | Sand          | Karl Meiler        | 7:5, 3:6, 2:6, 6:3, 6:4 |
| 12. | 17. Juli 1977      | Cincinnati Masters (1)      | Sand          | Mark Cox           | 6:2, 6:3                |
| 13. | 25. September 1977 | WCT Tournament of Champions | Hartplatz     | Ken Rosewall       | 6:5, 6:2, 2:6, 0:6, 6:3 |
| 14. | 30. April 1978     | Las Vegas                   | Hartplatz     | Corrado Barazzutti | 6:1, 3:0 Aufg.          |
| 15. | 30. Juli 1978      | Louisville (2)              | Sand          | John Alexander     | 6:2, 6:2                |
| 16. | 21. Januar 1979    | Baltimore (1)               | Teppich (i)   | Marty Riessen      | 7:5, 6:4                |
| 17. | 5. August 1979     | North Conway                | Sand          | José Higueras      | 5:7, 6:4, 7:6           |
| 18. | 4. November 1979   | Paris Masters               | Hartplatz (i) | Corrado Barazzutti | 6:3, 2:6, 6:3, 6:4      |
| 19. | 20. Januar 1980    | Baltimore (2)               | Teppich (i)   | Tim Gullikson      | 7:6, 6:0                |
| 20. | 18. Mai 1980       | Hamburg                     | Sand          | Guillermo Vilas    | 6:7, 6:2, 6:4, 2:6, 6:3 |
| 21. | 24. August 1980    | Cincinnati Masters (2)      | Hartplatz     | Francisco González | 7:6, 6:3                |
| 22. | 12. Oktober 1980   | Tel Aviv                    | Hartplatz     | Shlomo Glickstein  | 6:2, 6:3                |

#### Finalteilnahmen
| Nr. | Datum              | Turnier       | Belag       | Finalgegner     | Ergebnis                |
| --- | ------------------ | ------------- | ----------- | --------------- | ----------------------- |
| 1.  | 11. August 1974    | Bretton Woods | Sand        | Rod Laver       | 4:6, 3:6                |
| 2.  | 22. September 1974 | Los Angeles   | Hartplatz   | Jimmy Connors   | 3:6, 1:6                |
| 3.  | 27. Juli 1975      | Washington    | Sand        | Guillermo Vilas | 1:6, 3:6                |
| 4.  | 12. Oktober 1975   | Melbourne     | Sand        | Brian Gottfried | 2:6, 6:7, 1:6           |
| 5.  | 10. Januar 1976    | Monterrey     | Teppich (i) | Eddie Dibbs     | 6:76, 2:6               |
| 6.  | 13. Juni 1976      | French Open   | Sand        | Adriano Panatta | 1:6, 4:6, 6:4, 6:7      |
| 7.  | 30. August 1976    | Boston (1)    | Sand        | Björn Borg      | 7:6, 4:6, 1:6, 2:6      |
| 8.  | 12. Februar 1978   | Springfield   | Teppich (i) | Heinz Günthardt | 3:6, 6:3, 2:6           |
| 9.  | 27. August 1978    | Boston (2)    | Sand        | Manuel Orantes  | 4:6, 3:6                |
| 10. | 3. Dezember 1978   | Johannesburg  | Hartplatz   | Tim Gullikson   | 6:2, 6:7, 6:7, 7:6, 4:6 |
| 11. | 20. Mai 1979       | Hamburg       | Sand        | José Higueras   | 6:3, 1:6, 4:6, 1:6      |
| 12. | 15. Juli 1979      | Forest Hills  | Sand        | Eddie Dibbs     | 6:7, 1:6                |
| 13. | 7. Oktober 1979    | Bordeaux      | Sand        | Yannick Noah    | 0:6, 7:6, 1:6, 6:1, 4:6 |
| 14. | 18. November 1979  | Wembley       | Teppich (i) | John McEnroe    | 3:6, 4:6, 5:7           |
| 15. | 27. April 1980     | Las Vegas (1) | Hartplatz   | Björn Borg      | 3:6, 1:6                |
| 16. | 26. April 1981     | Las Vegas (2) | Hartplatz   | Ivan Lendl      | 4:6, 2:6                |

### Doppel

#### Turniersiege
| Nr. | Datum         | Turnier    | Belag       | Partner     | Finalgegner             | Ergebnis |
| --- | ------------- | ---------- | ----------- | ----------- | ----------------------- | -------- |
| 1.  | 21. März 1976 | Washington | Teppich (i) | Eddie Dibbs | Mark Cox Cliff Drysdale | 6:4, 7:5 |

#### Finalteilnahmen
| Nr. | Datum            | Turnier            | Belag         | Partner     | Finalgegner                  | Ergebnis |
| --- | ---------------- | ------------------ | ------------- | ----------- | ---------------------------- | -------- |
| 1.  | 29. Februar 1976 | Fort Worth         | Hartplatz (i) | Eddie Dibbs | Vitas Gerulaitis Sandy Mayer | 4:6, 5:7 |
| 2.  | 18. Juli 1976    | Cincinnati Masters | Sand          | Eddie Dibbs | Stan Smith Erik van Dillen   | 1:6, 1:6 |